# Yuan Shaohua
Yuan Shaohua (chiń. 袁绍华; ur. 1997) – chiński zapaśnik walczący w stylu wolnym. Zajął osiemnaste miejsce na mistrzostwach świata w 2019 roku. 
Brązowy medalista mistrzostw Azji w 2019 roku.